# Denticerus
Denticerus is een kevergeslacht uit de familie van de boktorren (Cerambycidae). De wetenschappelijke naam van het geslacht werd voor het eerst geldig gepubliceerd in 1894 door Jordan.

## Soorten
Denticerus omvat de volgende soorten:
- Denticerus aureoapicalis Adlbauer & Dauber, 2002
- Denticerus muehlei Mourglia & Téocchi, 1994
- Denticerus rectefasciatus Dauber, 2010
- Denticerus reticulatus Jordan, 1894
- Denticerus rossii Mourglia & Téocchi, 1994
- Denticerus rousseti Mourglia & Téocchi, 1994